# Glucuronide
 (juin 2019).
Si vous disposez d'ouvrages ou d'articles de référence ou si vous connaissez des sites web de qualité traitant du thème abordé ici, merci de compléter l'article en donnant les références utiles à sa vérifiabilité et en les liant à la section « Notes et références ».

Schéma chimique du groupe glucuronide.

Un glucuronide, connu aussi sous le nom de glucuronoside est un composé de type hétéroside. Il est constitué d'une molécule d'acide glucuronique lié à une autre molécule qui n'est pas un ose, par une liaison osidique.
La glucuronidation, la conversion de composés chimiques en glucoronides, est une méthode qu'utilisent les animaux pour aider à l'excrétion de substances toxiques, médicaments, drogues, ou tout autre substance ne pouvant servir de source d'énergie. En effet, le glucuronide ainsi créé est plus soluble dans l'eau que la substance d'origine et est donc plus facilement excrété par les reins.
Les enzymes qui rompent la liaison osidique des glucuronides sont appelées glucuronidases.